# Josef-Škvorecký-Preis
Der Josef-Škvorecký-Preis (Cena Josefa Škvoreckého) ist ein tschechischer Literaturpreis, der von 2007 bis 2016 verliehen wurde. Der nach dem Schriftsteller Josef Škvorecký benannte Preis war mit 250.000 Kronen dotiert und wurde von der Josef-Škvorecký-Gesellschaft verliehen.

## Preisträger
- 2007 Jan Novák – Děda
- 2008 Petra Hůlová – Stanice Tajga
- 2009 Tomáš Zmeškal – Milostný dopis klínovým písmem
- 2010 Emil Hakl – Pravidla směšného chování
- 2011 Martin Ryšavý – Vrač
- 2012 Kateřina Tučková – Žítkovské bohyně
- 2013 Jakuba Katalpa – Němci
- 2014 Martin Reiner – Básník. Román o Ivanu Blatném
- 2015 Vladimír Poštulka – Hřbitovní kvítí na smetaně
- 2016 Zuzana Brabcová – Voliéry. Druhé město[1]